# Moritz Schiff

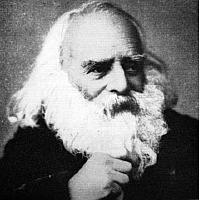
Moritz Schiff, um 1895

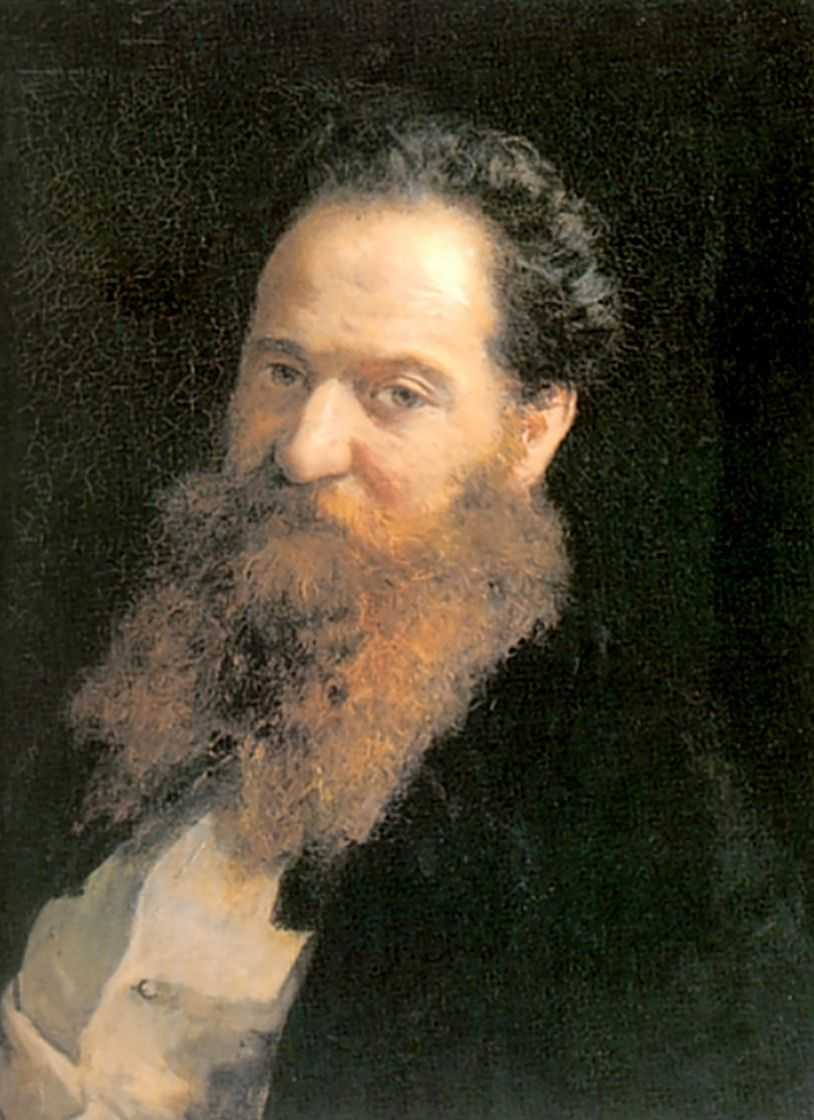
Moritz Schiff, 1876

Josef Moritz Schiff (* 28. Januar 1823 in Frankfurt am Main; † 6. Oktober 1896 in Genf) war ein deutscher Vergleichender Anatom, Zoologe und Physiologe. Er war der Bruder des Chemikers Hugo Schiff und Vater des Romanisten und Hispanisten Mario Schiff und des Chemikers Robert Schiff.

## Leben
Moritz Schiff, der Sohn eines jüdischen Geschäftsmanns, sollte ursprünglich Textilhändler werden, begann stattdessen jedoch Ende der 1830er Jahre eine Ausbildung am Senckenbergischen Institut in Frankfurt. Anschließend studierte er ab 1840 Naturwissenschaften und Medizin in Heidelberg, Berlin und zuletzt in Göttingen, wo er 1844 auch promoviert wurde. Dann ging er nach Paris, um bei François Magendie und François Achille Longet (1811–1871) Physiologie sowie im Jardin des Plantes Botanik und Zoologie (insbesondere Ornithologie) zu studieren. Nach seiner Rückkehr nach Frankfurt wurde er Direktor der ornithologischen Teils des Zoologischen Museums. 1848 diente er als Arzt in den revolutionären Badischen Truppen.
Von 1854 bis 1863 war Schiff Professor für Vergleichende Anatomie an der Universität Bern. Zuvor hatte er versucht, sich in Göttingen als Privatdozent für Zoologie zu habilitieren, war aber wegen „gefährlicher Umtriebe“ in seiner Jugend abgelehnt worden. Von 1863 bis 1876 war er Professor für Physiologie im Istituto di Studii superiori in Florenz, anschließend an der Universität Genf. 1892 wurde er zum Mitglied der Deutschen Akademie der Naturforscher Leopoldina gewählt. 1895 wurde er als korrespondierendes Mitglied in die Russische Akademie der Wissenschaften in Sankt Petersburg aufgenommen.

## Wirken
Moritz Schiff gilt als einer der bedeutendsten biologischen Forscher des 19. Jahrhunderts. Seinen ersten größeren Beitrag zur medizinischen Wissenschaft leistete er 1856, als er nachwies, dass die Entfernung der Schilddrüse beim Hund tödlich ist. Später stellte er fest, dass sich der Tod des Versuchstieres verhindern ließ, wenn es ein Schilddrüsen-Transplantat oder Injektionen von Schilddrüsen-Extrakt erhielt. Schiff ließ sich vom örtlichen Schlachter Schafs-Schilddrüsen liefern, mahlte sie und behandelte damit erfolgreich Patienten, die zuvor wegen einer Struma operiert worden waren.
Schiff stellte als erster den Einfluss der Großhirnrinde auf den Blutkreislauf fest, beschrieb die Wirkung des Nervus vagus auf die Herzfunktion und stellte fest, dass Gallensäuren einem enterohepatischen Kreislauf unterliegen.
Erstmals im Tierexperiment führte er in seinem Laboratorium in Florenz, im Rahmen von Untersuchungen zum Tod durch Chloroform, direkte Herzmassagen am durch Thorakotomie freigelegten Herzen (während die Lungen automatisch belüftet wurden) bei mit Überdosen von Chloroform zum Herzstillstand gebrachten Tieren. Er erreichte damit eine circulation artéficielle. Im Jahr 1874 berichtete Schiff darüber der Medizinisch-Physikalischen Gesellschaft in Florenz, und im selben Jahr publizierte dies T. G. Hake ohne Autorisierung Schiffs. Seine eigene Publikation veröffentlichte Schiff erst 22 Jahre später.
Schiff sah sich wegen seiner Tierversuche massiver Kritik ausgesetzt. Er musste sein Versuchslabor in Florenz aufgeben und in die Schweiz fliehen, als er wegen seiner Tierversuche vor Gericht gestellt wurde. In diesem Verfahren führte er eine gewandte Verteidigungsrede über die Notwendigkeit und moralische Rechtfertigung für Tierversuche. Schiff nutzte bereits früh Anästhetika für seine Versuchstiere.

## Schriften (Auswahl)
- Untersuchungen zur Physiologie des Nervensystems mit Berücksichtigung der Pathologie. J. Rütten, Frankfurt am Main 1855; archive.org.
- Ueber die Rolle des pankratischen Saftes und der Galle bei Auf nahme der Fette. Meidinger Sohn & Comp., Frankfurt am Main 1857; archive.org.
- Lehrbuch der Physiologie des Menschen – Teil I. Muskel- und Nervenphysiologie. M. Schauenburg, Lahr 1858/1859; archive.org.
- Untersuchungen über die Zuckerbildung in der Leber und den Einfluss des Nervensystems auf die Erzeugung des Diabetes. Verlag der Stahel’schen Buch- und Kunsthandlung, Würzburg 1859; archive.org.
- Ueber die Function der Milz. In: Schweizerische Zeitschrift für Heilkunde, 1862, Jg. 1, S. 201–247, 397–422; archive.org.
- Leçons sur la physiologie de la digestion faites au Muséum d’histoire Naturelle de Florence. Rédigées par le Dr Emile Lévier. Herman Loescher, Florenz / Turin 1867; archive.org.
- Moritz Schiff’s Gesammelte Beiträge zur Physiologie. 4 Bände. B. Benda, Lausanne 1894–1898
  - Band 1 (1894).
  - Band 2 (1894); archive.org.
  - Band 3 (1894); archive.org.
  - Band 4 (1898); archive.org.